# Třída Safeguard
Třída Safeguard je třída záchranných lodí provozovaných pomocnou složkou amerického námořnictva Military Sealift Command (MSC). Celkem byly postaveny čtyři jednotky této třídy. Původně je provozovalo americké námořnictvo, v letech 2006-2007 ale byly všechny vyřazeny a převedeny do MSC. Mezi jejich úkoly patří uvolnění uvízlých plavidel (např. na mělčině), vlečení, hašení požárů, vyzvedávání předmětů z vody, nebo nasazení potápěčů.
Od roku 2018 je loděnicí Gulf Island Shipyards vyvíjena nová třída T-ATS(X), která spojí vlastnosti remorkéru, záchranné lodě a lodě pro záchranu ponorek. Třída nahradí jak záchranné lodě třídy Safeguard, tak oceánské remorkéry třídy Powhatan.

## Stavba
Americká loděnice Peterson Builders ve Sturgeon Bay ve státě Wisconsin v letech 1985-1986 dokončila celkem čtyři jednotky této třídy.
Jednotky třídy Safeguard:
| Jméno                     | Spuštěna           | Vstup do služby    | Status                                                                                |
| ------------------------- | ------------------ | ------------------ | ------------------------------------------------------------------------------------- |
| USNS Safeguard (T-ARS-50) | 12. listopadu 1983 | 17. srpna 1985     | Původně USS Safeguard (ARS-50), roku 2007 vyřazena a převedena do MSC, vyřazena 2016. |
| USNS Grasp (T-ARS-51)     | 21. dubna 1984     | 14. prosince 1985  | Původně USS Grasp (ARS-51), roku 2006 vyřazena a převedena MSC, aktivní.              |
| USNS Salvor (T-ARS-52)    | 28. července 1984  | 14. června 1986    | Původně USS Salvor (ARS-52), roku 2007 vyřazena a převedena MSC, aktivní.             |
| USNS Grapple (T-ARS-53)   | 8. prosince 1984   | 15. listopadu 1986 | Původně USS Grapple (ARS-53), roku 2006 vyřazena a převedena MSC, vyřazena 2016.      |

## Konstrukce

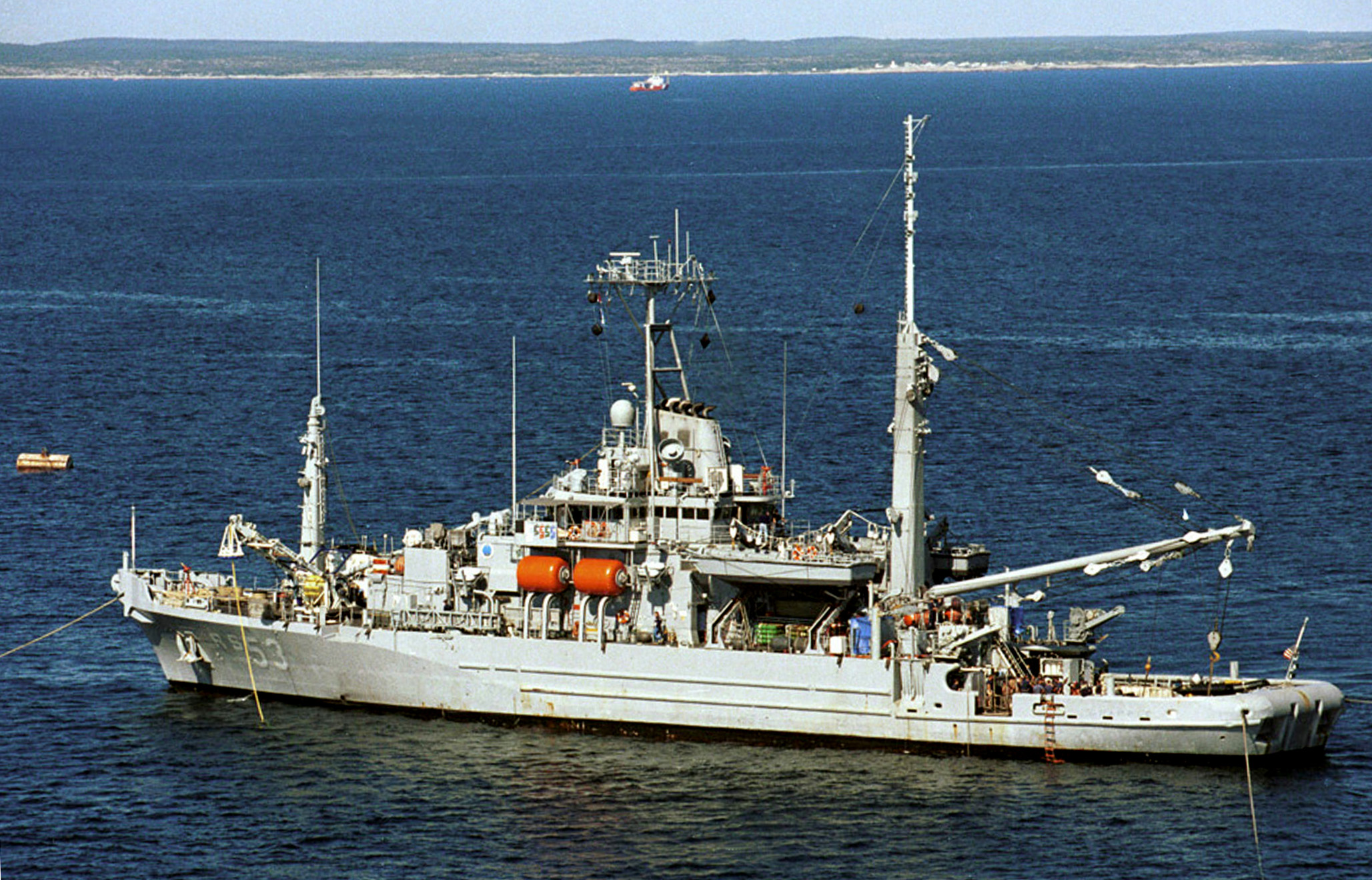
USNS Grapple (T-ARS-53)

Výzbroj tvoří dva 25mm kanóny Mk.38 a dva 12,7mm kulomety. Na přídi je jeřáb o nosnosti 7,5 tuny a na zádi jeřáb o nosnosti 40 tun. Pohonný systém tvoří čryři dieselové šestnáctiválce Caterpillar D399 o celkovém výkonu 4400 shp, pohánějící dva lodní šrouby. Nejvyšší rychlost dosahuje 13,5 uzlu. Dosah je 8000 námořních mil při rychlosti 8 uzlů.